# خانية جيلان
خانية جيلان هي دولة إقطاعية كانت موجودة في إيران من عام 1747 إلى عام 1802. عاصمتها هي مدينة رشت.

## التاريخ

### التاريخ المبكر
بعد الحرب الروسية الفارسية التي كانت ناجحة بالنسبة لروسيا، في 12 سبتمبر 1723، أصبحت منطقة جيلان تابعة لروسيا. وبحلول نهاية الحرب الروسية التركية 1735-1739، أعادها الروس إلى بلاد فارس بهدف تنظيم تحالف ضد تركيا.

### تشكيل خانية جيلان
كان مؤسس خانية جيلان هو أمير غون خان أفشار (1747-1748) من عشيرة أميرلو من قبيلة أفشار. في عام 1748، استولى آغا صافي جيلاني، بمساعدة السكان المحليين، على جيلان وضمها إلى ممتلكاته. أُجبر أمير جون خان على الفرار إلى خانية خلخال .
في عام 1748، بسبب غزو الحاكم الإقطاعي لفومن ، هداية الله خان، فر آغا صفي إلى مازندران والتفت إلى محمد حسن خان قاجار طالبًا الرعاية.
أصبح محمد حسن خان قاجار حاكمًا لمازندران وجيلان ، وشارك في الحملات ضد الزانديين . إلا أنه هزم في عام 1760م وقطع رأسه على يد كريم خان زند، وفي عام 1762م أرسل الشاب آغا محمد وإخوته رهائن إلى كريم خان في شيراز . لقد عامله كريم خان بشكل جيد حتى أنه تزوج إحدى أقاربه.
من أجل تطبيع العلاقات مع كريم خان زند، أعطى هداية الله خان ابنته لأبي الفتح خان، نجل كريم خان.
تمكن كريم خان زند ، بعد أن استولى على الجزء الجنوبي من أذربيجان في عام 1763، من استكمال توحيد إيران.
في 17 مايو 1780، تقدم حاكم خانية أردبيل، نزارعلي خان ساروخانبيلو-شخسيفان، بعد أن تقدم في عدة اتجاهات، واستولى على رشت.
كتب الفريق أول ألكسندر سوفوروف في 28 يوليو 1780 : "
| « | عند استيلاء نزار علي خان على رشت، نجا هدايت خان على متن سفينة وأبحر إلى مصب نهر سفيدرود، الذي يقع على مسافة عشر ساعات من ريشت باتجاه مازندران. ثم كتب إلى أمير غونا خان الحلكالي، الذي كان يقيم على بعد 150 فيرستًا من ريشت باتجاه تبريز، طالبًا المساعدة، ووعده بتلبية كل مطالبه. ويُقال إن أمير غونا خان، استجابةً لهذا الطلب، وصل بجيشه إلى ريشت، وطرد منها نزار علي خان الشاهسيفاني، وأعاد المدينة إلى حكم هدايت خان. أما نزار علي خان، وإذ وجد نفسه عاجزًا عن مقاومة خان الحلكال، فقد أحرق جميع المباني والحدائق في المدينة قبل مغادرتها. لكن ينبغي انتظار تأكيد هذا الخبر. | » |

".
الفريق أول ألكسندر سوفوروف، أستراخان.
وصل آغا محمد خان ، بعد أن فر من أصفهان، إلى أستراباد. وبعد أن عزز قوته في أستراباد، تمكن من هناك، نتيجة لنضال طويل وصعب ومليء بالتقلبات، من إخضاع أصفهان ، ويزد ، وكرمان ، ثم شيراز . وبمرور الوقت أصبح أقوى خانات إيران وكان قريبًا من إخضاع إيران بأكملها. كما خاض آغا محمد خان صراعًا عنيدًا من أجل الاستيلاء على كامل الساحل الجنوبي لبحر قزوين. وهنا في جيلان، واجه مقاومة حاسمة من جيديات الله خان من جيلان، ثم من مرتضى كولي خان [الإنجليزية]؛ أخيه.
في سبتمبر 1787، وبدعم من الأسطول الروسي، عاد مرتضى كولي خان إلى جيلان . أوقف الآغا محمد حملته في جنوب إيران وسارع إلى الشمال، حيث هزم قوات أخيه. حُرم مرتضى من ممتلكاته، ففر مرة أخرى إلى روسيا.
عهد الآغا محمد خان بحكم جيلان إلى سليمان خان كوفانلو قاجار. توجه مرتضى إلى فتالي خان طلبًا للمساعدة. في عام 1788، هزمت قوات فتالي خان القاجاريين، واستولت على مدينة رشت، وأخرجت قوات آغا محمد خان القاجاري من جيلان.
ونظرًا للتهديد المتزايد من الجنوب، قدم فتالي خان القوباني [الإنجليزية] مساعدة ودعماً كبيرين لهداية الله خان من جيلان. ساعده على استعادة ممتلكاته مرتين . بعد وفاة هداية الله خان من جيلان في سبتمبر 1786، حاول فتالي خان إنشاء مرتضى كولي خان في جيلان. في ديسمبر 1787، استولى مرتضى كولي خان، الذي تلقى جيشًا من فتالي خان، بمساعدة شعب التاليش، على جيلان.
في عام 1802،استعاد القاجاريون الخانية.

## حكام الخانية
- أمير جون خان أفشار ( 1747 - 1748 )
- أغا صافي جيلاني ( 1748 )
- حيدات الله خان [الإنجليزية] ( 1748 - 1802 )

## ملحوظات
1. ↑  أرشيف الدولة المركزي للتاريخ العسكري، الصندوق 52، الملف 218، الصفحات 39-40. (بالروسية)
2. ↑  بوتكوف، الجزء الثاني، الصفحة 307. (بالروسية)